# Ikuhisa Minowa
Ikuhisa Minowa (japonais : 美濃輪育久) né le 12 janvier 1976 (1,75 m pour 82 kg), est un combattant japonais professionnel de combat libre.
Il est surnommé "The Real Pro-Wrestler" et "The Punk". Son palmarès en MMA est de 35-25-8 en mars 2007. À l'origine lutteur de pancrase, il a notamment participé au Pride Fighting Championship.

## Palmarès MMA
68 combats dont : 38 victoires, 25 défaites, 8 égalités.
| Date       | Résultat | Adversaire                | Nom de l'évènement                            | Méthode                                   | Round | Temps |
| ---------- | -------- | ------------------------- | --------------------------------------------- | ----------------------------------------- | ----- | ----- |
| 17/09/2007 | Victoire | Kevin Casey               | K-1 HERO's - Tournament Final                 | TKO (Strikes)                             | 2     | 0:42  |
| 11/08/2007 | Victoire | Choi Seung Hyun           | HEAT 4 - HEAT 4                               | Soumission (Torsion du bras)              | 1     | 1:14  |
| 23/07/2007 | Victoire | Heo Min Seok              | DEEP - CMA Festival 2                         | TKO (Arrêt par la coach)                  | 1     | 5:00  |
| 31/12/2006 | Défaite  | Kiyoshi Tamura            | PRIDE - Shockwave 2006                        | KO (Coups de pied au visage)              | 1     | 1:18  |
| 05/11/2006 | Victoire | Mike Plotcheck            | PRIDE - Bushido 13                            | Décision (Unanime)                        | 2     | 5:00  |
| 26/08/2006 | Victoire | Eric Esch                 | PRIDE - Bushido 12                            | Soumission (Clé de bras)                  | 1     | 4:25  |
| 24/05/2006 | Victoire | Park Hyun Kab             | DEEP - CMA Festival                           | Soumission (Clé de talon (rotation))      | 1     | 0:17  |
| 05/05/2006 | Défaite  | Mirko "Cro Cop" Filipovic | PRIDE - Total Elimination Absolute            | TKO (Strikes)                             | 1     | 1:10  |
| 02/04/2006 | Victoire | Paulo Cesar "Giant" Silva | PRIDE - Bushido 10                            | TKO (Coups de genou)                      | 1     | 2:23  |
| 04/02/2006 | Victoire | Dave Legeno               | CR 15 - Adrenalin Rush                        | Soumission (Clé de talon (compression))   | 1     | 2:21  |
| 31/12/2005 | Défaite  | Kazushi Sakuraba          | PRIDE - Shockwave 2005                        | Soumission technique (Kimura)             | 1     | 9:59  |
| 25/09/2005 | Défaite  | Murilo Bustamante         | PRIDE - Bushido 9                             | TKO (Strikes)                             | 1     | 9:51  |
| 25/09/2005 | Victoire | Phil Baroni               | PRIDE - Bushido 9                             | Décision (Unanime)                        | 2     | 5:00  |
| 17/07/2005 | Victoire | Kimo Leopoldo             | PRIDE - Bushido 8                             | Décision (Unanime)                        | 1     | 3:11  |
| 22/05/2005 | Défaite  | Phil Baroni               | PRIDE - Bushido 7                             | TKO (Stomps)                              | 2     | 2:04  |
| 03/04/2005 | Victoire | Gilbert Yvel              | PRIDE - Bushido 6                             | Soumission (Clé de cheville)              | 1     | 1:10  |
| 31/12/2005 | Victoire | Stefan Leko               | PRIDE - Shockwave 2004                        | Soumission (Clé de talon (rotation))      | 1     | 0:27  |
| 14/10/2004 | Victoire | Ryuki Ueyama              | PRIDE - Bushido 5                             | Décision (Partagée)                       | 2     | 5:00  |
| 19/07/2004 | Victoire | Kenichi Yamamoto          | PRIDE - Bushido 4                             | TKO (Punches)                             | 1     | 3:23  |
| 26/06/2004 | Victoire | Eduard Tchourakov         | Gladiator FC - Day 1                          | Soumission (étranglement sanguin arrière) | 1     | 2:29  |
| 23/05/2004 | Défaite  | Ryan Gracie               | PRIDE - Bushido 3                             | Décision (Partagée)                       | 2     | 5:00  |
| 15/02/2004 | Défaite  | Wanderlei Silva           | PRIDE - Bushido 2                             | KO (Punches)                              | 1     | 1:09  |
| 31/12/2003 | Défaite  | Quinton Jackson           | PRIDE - Shockwave 2003                        | TKO (Punches)                             | 2     | 1:05  |
| 19/09/2003 | Victoire | Silmar Rodrigo            | BSF - Brazil Super Fight                      | Soumission (Clé de genou)                 | 2     | 3:00  |
| 16/02/2003 | Défaite  | Ricardo Almeida           | Pancrase - Hybrid 2                           | Décision (Unanime)                        | 3     | 5:00  |
| 30/11/2002 | Victoire | Yuki Sasaki               | Pancrase - Spirit 8                           | Décision (Majoritaire)                    | 3     | 5:00  |
| 07/09/2002 | Défaite  | Kiyoshi Tamura            | DEEP 2001 - 6th Impact                        | Décision (Unanime)                        | 3     | 5:00  |
| 28/05/2002 | Défaite  | Mitsuyoshi Sato           | Pancrase - Spirit 5                           | (Décision (Majoritaire)                   | 3     | 5:00  |
| 25/03/2002 | Égalité  | Yoshinori Momose          | Pancrase - Spirit 3                           | Combat mené à terme                       | 2     | 5:00  |
| 23/12/2001 | Victoire | Kazuki Okubo              | DEEP 2001 - 3rd Impact                        | Soumission (Clé de bras)                  | 1     | 3:38  |
| 01/12/2001 | Victoire | Hiroshi Shibata           | Pancrase - Proof 7                            | TKO (Coupure)                             | 1     | 2:28  |
| 30/09/2001 | Défaite  | Sanae Kikuta              | Pancrase - 2001 Anniversary Show              | TKO (Coupure)                             | 2     | 4:30  |
| 29/07/2001 | Victoire | Kenji Akiyama             | Pancrase - 2001 Neo-Blood Tournament, Round 1 | Soumission (Guillotine)                   | 3     | 2:52  |
| 13/05/2001 | Victoire | Yuki Sasaki               | Pancrase - Proof 3                            | Soumission (Clé de cheville)              | 3     | 0:25  |
| 31/03/2001 | Défaite  | Paulo Filho               | Pancrase - Proof 2                            | Décision (Unanime)                        | 3     | 5:00  |
| 08/01/2001 | Égalité  | Ricardo Liborio           | DEEP 2001 - DEEP 2001                         | Combat mené à terme                       | 3     | 5:00  |
| 04/12/2000 | Victoire | Magomed Ismailov          | Pancrase - Trans 7                            | Soumission (Clé de bras)                  | 1     | 1:31  |
| 24/09/2000 | Défaite  | Keiichiro Yamamiya        | Pancrase - 2000 Anniversary Show              | Décision (Unanime)                        | 2     | 3:00  |
| 24/09/2000 | Victoire | Brian Gassaway            | Pancrase - 2000 Anniversary Show              | Soumission (Clé de cheville)              | 1     | 5:00  |
| 23/07/2000 | Victoire | Tony Ross                 | Pancrase - Trans 5                            | Soumission (Clé de bras)                  | 1     | 1:32  |
| 23/07/2000 | Victoire | Masaya Kojima             | Pancrase - Trans 5                            | Soumission (Clé de cheville)              | 1     | 1:43  |
| 14/04/2000 | Victoire | Joe Slick                 | UFC 25 - Ultimate Japan 3                     | TKO (Coupure)                             | 3     | 2:02  |
| 27/02/2000 | Victoire | Ichio Matsubara           | Pancrase - Trans 2                            | Soumission (étranglement sanguin arrière) | 1     | 1:21  |
| 18/12/1999 | Égalité  | Chris Lytle               | Pancrase - Breakthrough 11                    | Combat mené à terme                       | 1     | 15:00 |
| 25/10/1999 | Victoire | Adrian Serrano            | Pancrase - Breakthrough 9                     | Soumission (Clé de talon (rotation))      | 1     | 11:38 |
| 18/09/1999 | Défaite  | Semmy Schilt              | Pancrase - 1999 Anniversary Show              | Décision (Unanime)                        | 1     | 15:00 |
| 01/08/1999 | Victoire | Minoru Toyonaga           | Pancrase - 1999 Neo-Blood Tournament, Round 2 | Soumission (étranglement sanguin arrière) | 1     | 2:57  |
| 01/08/1999 | Victoire | Daisuke Watanabe          | Pancrase - 1999 Neo-Blood Tournament, Round 2 | Soumission (Triangle)                     | 1     | 4:28  |
| 01/08/1999 | Victoire | Daiju Takase              | Pancrase - 1999 Neo-Blood Tournament, Round 1 | Soumission (Triangle)                     | 1     | 7:59  |
| 11/06/1999 | Défaite  | Jason Delucia             | Pancrase - Breakthrough 6                     | Décision (Unanime)                        | 1     | 10:00 |
| 23/05/1999 | Égalité  | Osami Shibuya             | Pancrase - Breakthrough 5                     | Combat mené à terme                       | 2     | 3:00  |
| 08/04/1999 | Égalité  | Susumu Yamasaki           | Daidojuku - WARS 5                            | Combat mené à terme                       | 1     | 15:00 |
| 09/03/1999 | Victoire | Kousei Kubota             | Pancrase - Breakthrough 3                     | Décision (Unanime)                        | 1     | 10:00 |
| 11/02/1999 | Victoire | Daisuke Ishii             | Pancrase - Breakthrough 2                     | Décision (Majoritaire)                    | 1     | 10:00 |
| 19/01/1999 | Victoire | Daisuke Watanabe          | Pancrase - Breakthrough 1                     | Soumission (Clé de bras)                  | 1     | 3:18  |
| 29/11/1998 | Victoire | Satoshi Hasegawa          | Pancrase - Advance 11                         | Soumission (Clé de bras)                  | 1     | 2:43  |
| 26/10/1998 | Victoire | Daisuke Ishii             | Pancrase - Advance 10                         | Décision (Unanime)                        | 1     | 10:00 |
| 04/10/1998 | Égalité  | Travis Fulton             | Pancrase - Advance 9                          | Combat mené à terme                       | 2     | 3:00  |
| 07/07/1998 | Défaite  | Evan Tanner               | Pancrase - 1998 Neo-Blood Tournament, Round 1 | Soumission (Triangle sur le bras)         | 1     | 4:05  |
| 21/06/1998 | Égalité  | Kousei Kubota             | Pancrase - Advance 8                          | Combat mené à terme                       | 2     | 3:00  |
| 02/06/1998 | Victoire | Adrian Serrano            | Pancrase - Advance 7                          | Décision (aux points)                     | 1     | 10:00 |
| 26/04/1998 | Défaite  | Satoshi Hasegawa          | Pancrase - Advance 5                          | Décision (Majoritaire)                    | 2     | 3:00  |
| 16/01/1998 | Défaite  | Satoshi Hasegawa          | Pancrase - Advance 1                          | Soumission (Clé de jambe)                 | 2     | 1:10  |
| 20/12/1997 | Défaite  | Jason Delucia             | Pancrase - Alive 11                           | Soumission (Etranglement)                 | 1     | 3:47  |
| 16/11/1997 | Défaite  | Osami Shibuya             | Pancrase - Alive 10                           | Décision (aux points)                     | 1     | 10:00 |
| 29/10/1997 | Défaite  | Takafumi Ito              | Pancrase - Alive 9                            | Soumission (Clé de cheville)              | 1     | 6:34  |
| 06/09/1997 | Égalité  | Kousei Kubota             | Pancrase - 1997 Anniversary Show              | Combat mené à terme                       | 1     | 10:00 |
| 09/08/1997 | Défaite  | Yuki Kondo                | Pancrase - Alive 8                            | Soumission (Clé de cheville)              | 1     | 5:13  |
| 21/07/1997 | Défaite  | Satoshi Hasegawa          | Pancrase - 1997 Neo-Blood Tournament, Round 2 | Décision (Unanime)                        | 2     | 3:00  |
| 20/07/1997 | Victoire | Haygar Chin               | Pancrase - 1997 Neo-Blood Tournament, Round 1 | Soumission (Clé de genou)                 | 1     | 2:24  |
| 30/03/1996 | Défaite  | Yuzo Tateishi             | Lumax Cup - Tournament of J '96               | Décision (???)                            | 2     | 3:00  |